# Almbornia
Almbornia — рід грибів родини Parmeliaceae. Назва вперше опублікована 1981 року.

## Класифікація
До роду Almbornia відносять 2 види:
- Almbornia azaniensis
- Almbornia cafferensis